# Satan
Cet article concerne un être apparaissant dans le judaïsme, le christianisme et l'islam. Pour un des surnoms latins de Satan, voir Lucifer. Pour le diable dans le christianisme, voir Diable dans le christianisme. Pour les autres significations, voir Satan (homonymie).
Ne doit pas être confondu avec Xhatan.

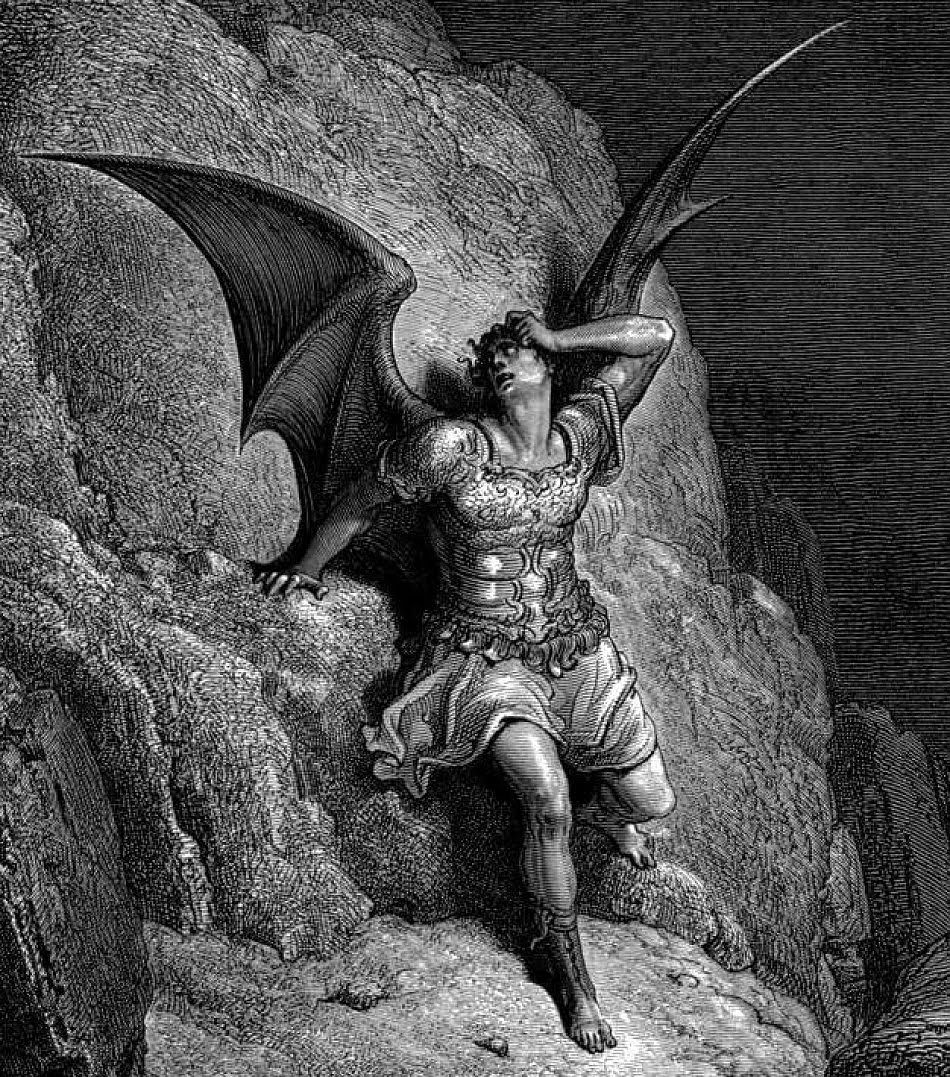
Illustration de Satan par Gustave Doré dans Le Paradis perdu de John Milton.

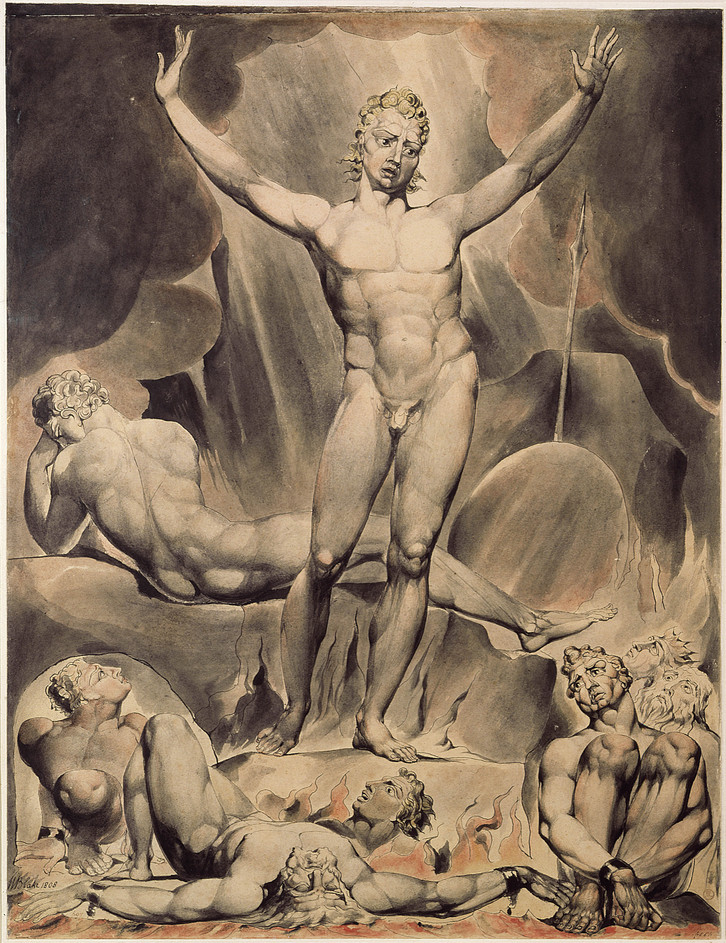
Illustration de Satan par William Blake dans Le Paradis perdu de John Milton.

Satan (hébreu : שָׂטָן śāṭān, « ennemi » ; grec ancien : Σατανᾶς Satanâs ; araméen : ܣܛܢܐ sāṭānā’ ; arabe : ﺷﻴﻄﺎﻥ šayṭān) désigne un être apparaissant dans le satanisme théiste, le judaïsme, le christianisme et l'islam.
Il incarne le mal et la tentation. Créature céleste, il est à l'origine l'« accusateur » ou l'« adversaire » avant de devenir le diable, prince des démons.

## Origine et développement du terme «satan»

### Dans la Bible hébraïque

#### Étymologie
Le nom « satan » apparaît d'abord dans la Bible hébraïque, en hébreu שָׂטָן (śāṭān).
La signification de la racine ŚṬN ne peut être déterminée qu'à partir de ses occurrences dans le texte biblique. Son sens semble être « être un adversaire » ou « accuser », avec la nuance de « diffamer ». Des tentatives ont été faites pour la rapprocher de racines connues en supposant que la lettre  finale noun ne faisait pas partie de la racine. Ces tentatives proposent de relier śāṭān  à des racines sémitiques ayant une lettre faible telle que ŚṬH (« dévier, trahir ») ou SWṬ (« s'écarter »).
Pour Daniel E. Gershenson, il existe une « forte possibilité » pour que le nom « satan » provienne du grec et son étymologie serait « Titan », c'est-à-dire « celui qui habite dans les cieux ».

#### Occurrences
Dans la Bible, la racine śāṭan apparaît à la fois sous forme de nom et verbe. Sous la forme de verbe, śāṭan apparaît 6 fois dans le texte massorétique de la Bible hébraïque, principalement dans le livre des Psaumes (Psaumes 38, 71 et 109). En dehors des Psaumes, le verbe n'est attesté que dans le livre de Zacharie (3:1). Le texte grec de la Septante rend le verbe par endieballon.
Sous forme de nom, le terme śāṭān n'existe presque exclusivement qu'en tant que nom commun, désignant une fonction qui peut s'appliquer à des êtres humains, des créatures célestes ou une allégorie. Le roi David est par exemple qualifié de śāṭān par les Philistins, c'est-à-dire d'adversaire militaire. Lui-même qualifie Abishaï, un membre de sa cour, de śāṭān pour avoir proposé de condamner à mort un ancien opposant au roi. Dans sa lettre à Hiram de Tyr, on voit le roi Salomon utiliser le terme śāṭān pour signifier qu'il n'a plus d'ennemi qui menace son royaume. Plus tard, lorsque Hadad d'Édom et Rezin de Syrie s'attaquent à son royaume, ils sont qualifiés de śāṭān.
Dans quatre passages de la Bible, le nom śāṭan est utilisé pour désigner des créatures célestes : livre des Nombres 22:22 et 22:32, Premier livre des Chroniques 21.1, livre de Zacharie 3.1 et livre de Job, chapitre 1 et 2. Dans les Nombres et les Chroniques, śāṭān apparaît à la forme indéfinie (« un satan »). Dans les Nombres, il désigne un ange de Yahweh placé sur le chemin du prophète Balaam pour empêcher son ânesse d'avancer. Il est l'envoyé de Yahweh et n'a rien en commun avec Satan tel qu'on le concevra plus tard. Dans les deux premiers chapitres du Livre de Job, où le terme revient 14 fois, il apparaît toujours à la forme définie (haśśāṭān « le satan »). Il ne s'agit donc pas d'un nom propre. Le satan a une fonction judiciaire, celle d'accusateur. Il assiste Yahweh dans le jugement de Job  mais il n'est pas autonome. Même s'il s'en prend à Job, il est soumis à Yahweh et n'agit qu'avec sa permission. Certains chercheurs ont proposé de voir dans cette fonction d'accusateur le reflet d'une pratique du système légal dans l'Israël antique ou à l'époque perse. Même dans ce cas, il ne s'agit pas nécessairement d'une fonction officielle pour un accusateur professionnel, il peut s'agir d'un statut légal donné temporairement dans des circonstances appropriées. La forme définie utilisée dans le livre de Job est généralement comprise comme un exemple de détermination imparfaite où l'article n'insiste pas sur l'identité précise d'un personnage mais sur ce qui le caractérise dans les circonstances particulières du récit.
Le satan apparaît également comme une figure allégorique dans le troisième chapitre du livre de Zacharie. Dans la quatrième vision de Zacharie, le grand prêtre Josué se tient devant l'ange de Yahweh avec le satan pour l'accuser. L'ange réprimande le satan et donne de nouveaux vêtements au grand prêtre. Cette vision peut être comprise comme le symbole d'une communauté juive nouvellement restaurée au retour de l'exil à Babylone à la fin du VIe siècle av. J.-C. et à qui Yahweh a pardonné ses péchés. Elle peut aussi être comprise comme une allégorie politique qui symbolise la lutte entre Néhémie (l'ange) et Sanballat le Horonite (le satan) pour l'influence sur le sacerdoce du petit-fils de Josué, Eliashiv. La communauté juive est alors profondément divisée sur les questions cultuelles et sur la grande prêtrise. L'intervention du satan contre le grand prêtre peut symboliser les divisions internes de la communauté.
Dans le premier livre des Chroniques, le mot śāṭān apparaît à la forme indéfinie et c'est le seul endroit dans la Bible hébraïque où cette forme désigne peut-être un nom propre (« Satan ») et pas un nom commun (« un satan »). Ce passage indique que c'est Satan qui a incité David à recenser le peuple. Dans le passage parallèle du second livre de Samuel, c'est pourtant Yahweh qui est à l'origine de ce recensement. Différentes explications ont été proposées pour expliquer ce transfert de responsabilité de Yahweh à Satan. Lorsque l'auteur des Chroniques retravaille le livre de Samuel, il a pu vouloir exonérer Yahweh d'un acte manifestement condamnable. Une autre explication y voit une réflexion sur l'origine du mal dans la littérature biblique tardive. La littérature ancienne, dont Samuel, ne connaît qu'une seule cause dans l'histoire humaine : Yahweh. Le Chroniste semble proposer un nouveau développement en introduisant une cause secondaire, Satan.

### Pendant la période du Second Temple
- Dans la littérature juive de l'époque hellénistique, d'autres points de vue sur le satan commencent à circuler dans le judaïsme. La démonologie devient plus développée, peut-être sous l'influence de la religion perse et du dualisme zoroastrien. Dans cette littérature post-biblique, Satan apparaît comme le nom d'un démon. Il figure dans le Livre des Jubilés (23:29) et dans l'Assomption de Moïse (10:1). Le texte pseudépigraphique de l’Apocalypse de Moïse contient une légende sur la façon dont Satan a été transformé en ange de lumière et a travaillé avec le serpent pour tromper Ève[13].
- La littérature de cette période cite aussi d'autres démons par leur nom, Asmodée dans le livre de Tobie, Azazel dans le livre d'Hénoch (8.1-2). Dans le livre d'Hénoch, Satan est toujours au service de Dieu en tant qu'accusateur et ange du châtiment. Le Diable apparaît déjà sous la forme de l'ange déchu "Azazel". Cependant, comme les humains, il est séduit par Satan et ses anges. Après le Jugement dernier, les anges pécheurs et les pécheurs en enfer seront livrés à Satan pour être torturés[14]. Même si  Satan figure dans les Jubilés, c'est surtout Mastema qui est à la tête des esprits démoniaques et qui se voit transférer la responsabilité des actions problématiques de Yahweh. Dans les manuscrits de Qumrân, les forces des ténèbres sont représentées par Belial. Dans la Bible, belial est un terme qui caractérise une personne « sans valeur » alors qu'à Qumrân, belial devient un nom propre. La prolifération des démons dans la littérature post-biblique reflète une évolution de la perception du monde. Alors que dans la Bible, le monde est régi par la seule volonté de Yahweh, le judaïsme post-biblique voit l'émergence d'une mythologie qui reprend des thèmes déjà présents dans la Bible, quoique rejetés par les prophètes[4].
- Dans le Nouveau Testament, on voit Jésus de Nazareth utiliser le vocable de Satan comme un nom propre « diabolique ». Satan est connu par l'expression latine : Vade retro Satana (« Arrière, Satan ! ») extraite de l'Évangile selon Matthieu (4,10) selon la Vulgate de Jérôme de Stridon, lors de la tentation de Jésus dans le désert. Il est également cité dans le passage correspondant de l'évangile selon Marc : « Aussitôt, l'Esprit poussa Jésus dans le désert, où il passa quarante jours, tenté par Satan » (Marc 1:11-12), ainsi que dans un autre passage, dans l'évangile selon Luc : « Jésus leur dit : Je voyais Satan tomber du ciel comme l'éclair ! » (Luc 10:18).

## Judaïsme
Les Sages de la Mishna mentionnent rarement Satan. Il y apparaît comme une force du mal impersonnelle. Chez les Amoraïm, Satan occupe une place plus importante. Il développe une identité propre. Il est identifié au yetser hara qui désigne le mauvais penchant, la tentation. Il est responsable de tous les péchés décrits dans la Bible. Les sources rabbiniques identifient Satan au serpent du Jardin d’Éden (Sanhédrin 29a). Elles le tiennent pour responsable de la faute du Veau d'or (Shabbat 89a) et de celle de David avec Bethsabée  (Sanhédrin 107a). Une des fonctions du shofar pendant la célébration du Roch Hachana est de couvrir les accusations portées par Satan contre les Enfants d'Israël (Roch Hachana 16b). Satan est d'ailleurs sans pouvoir contre eux le jour du Yom Kippour (Yoma 20a).
Tel que l'enseigne la Torah d'Israël, l'autorité divine ne se partage pas et en ce sens le « diable » n'existe pas : il existe une instance appelée « le satan », avec l'article défini parce que ce n'est pas un nom propre mais une fonction, dont l'objet est d'éprouver toute réussite afin de l'authentifier comme dans le  livre de Job où le satan participe à l'assemblée des anges. Après la destruction du Second Temple en 70, et la révolte de Bar-Kokhba en 132, le judaïsme rabbinique a rejoint le point de vue strictement monothéiste de la Bible hébraïque. Par exemple, Tryphon le juif critiquait les idées de Justin le Martyr concernant les Nephilim du Genèse ch.6 comme blasphématoire, mais, en fait, les croyances de Justin trouvent leur source dans les mythes juifs, comme le Livre d'Hénoch.

## Christianisme

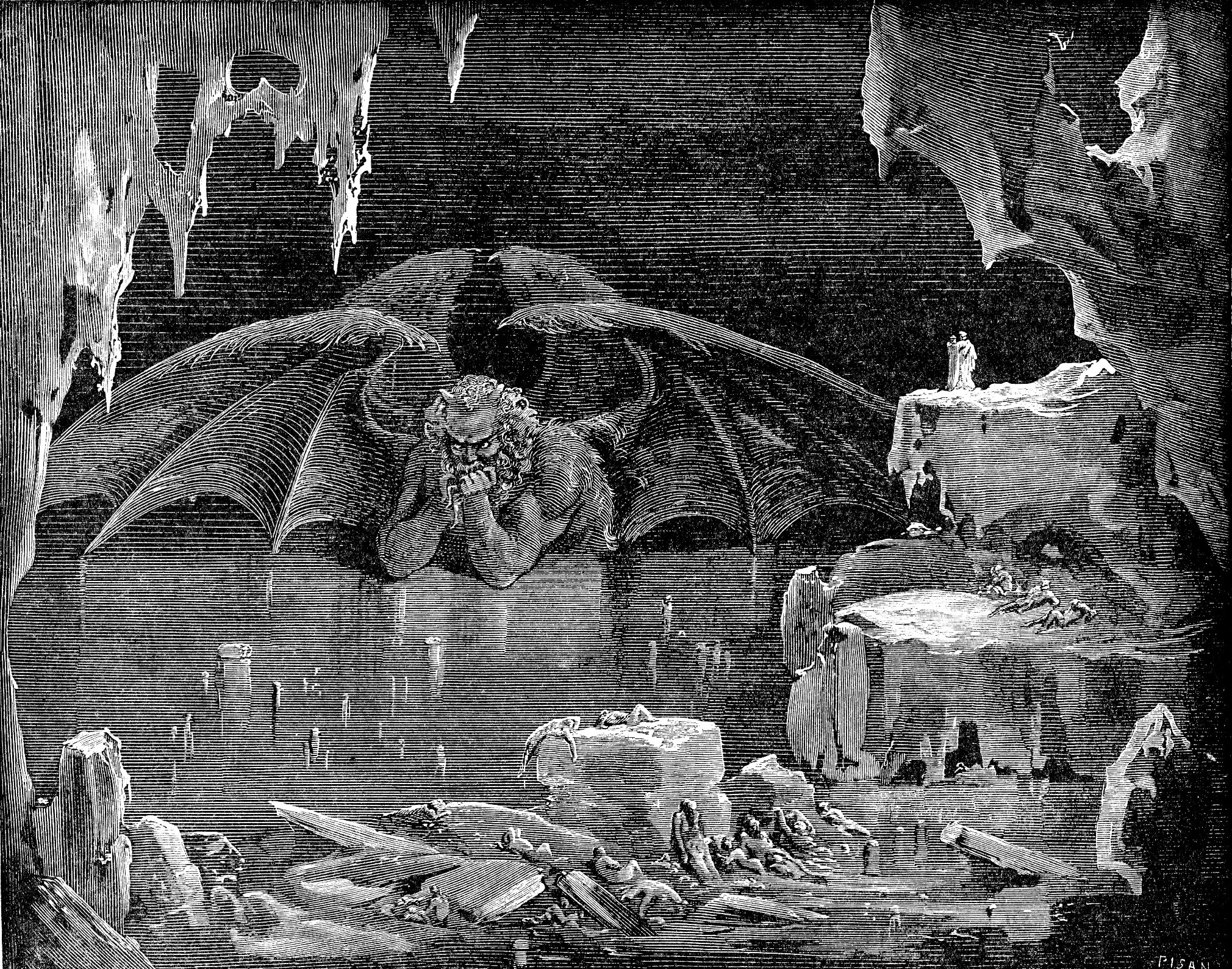
Satan vu par Dante dans La Divine Comédie. Illustration de Gustave Doré.

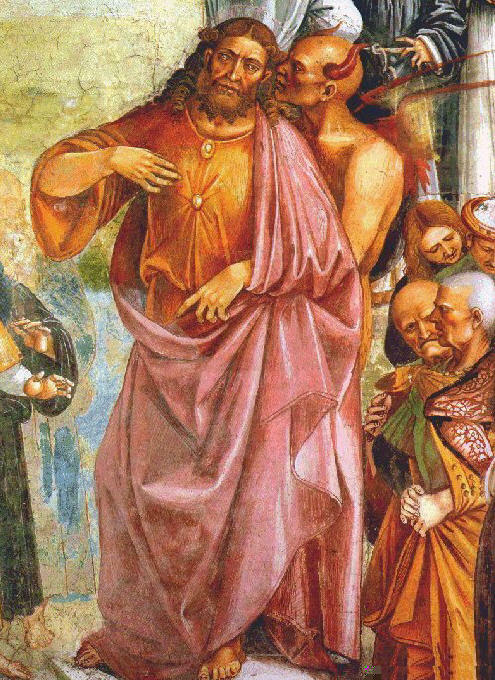
Satan inspirant l'Antéchrist.
Détail d'une fresque de Luca Signorelli dans la chapelle San Brizio.

- Dans la tradition chrétienne, Satan est mentionné dans le Livre de Job et dans les Évangiles par Jésus qui le qualifie de « prince de ce monde ». Il est identifié au chef des anges déchus. Cette conception s'appuie sur les écrits bibliques : l'ange rebelle fut déchu selon Isaïe[18] et Ézéchiel[19] dans l'Ancien Testament et Pierre et Jude dans le Nouveau Testament[20],[21]. Selon l'enseignement du catéchisme de l'Église catholique romaine, les anges furent tous créés par Dieu pour être bons mais certains devinrent mauvais et se retournèrent contre leur créateur[22]. Les anges n'ayant pas besoin de la foi puisqu'ils ont déjà la connaissance de toutes les choses célestes, leur rébellion contre Dieu constitue un acte impardonnable[23] pour ceux qui le disent, donc les hommes (qui l'écrivent), à savoir que trahir l'Éternel c'est aussi trahir le Temps, c'est une chute fatale, une erreur fatale. Matthieu[24] qualifie cette rébellion de péché impardonnable dans « cet âge ou un âge à venir ».
- Satan est identifié également au Serpent de la Genèse.
- Satan est traditionnellement associé à Belzébuth ou Baal-Zébub (le dieu Baal dit « Seigneur des mouches ») par les Pharisiens dans les Évangiles et à Méphistophélès au Moyen Âge.
- Satan est fréquemment surnommé Lucifer, terme latin absent des versions originales de l'Ancien Testament ou du Nouveau.

Ainsi, Jérôme de Stridon, vers 408, utilise le terme « Lucifer » pour traduire dans sa Vulgate l'hébreu HêYLêL du passage d'Isaïe. HêYLêL (ou HYLYL dans l'un des manuscrits de la mer Morte) vient de la racine HâLaL (« briller, luire » mais aussi « vouloir briller, se vanter, extravaguer »). Les lexicographes Brown, Driver et Briggs, ainsi que Koehler et Baumgartner le traduisent par shining one (« celui qui brille »), qu'ils interprètent comme « étoile du matin. » Dans la Septante, on lit ὁ ἑωσφόρος ὁ πρωὶ ἀνατέλλων, qui signifie « le porteur d'aurore, celui qui se lève le matin ». L'étymologie grecque de Lucifer, Φωσφόρος (Phosphoros), est « porteur de lumière ». En latin, lux, luci- signifie « lumière » et fer, « porteur »,, et le nom d'étoile du matin lui est donné, sans qu'il ne soit fait de lien avec Satan. Depuis Satan est ainsi nommé Lucifer dans de nombreux écrits postérieurs à la Bible, notamment dans le texte de John Milton, Le Paradis perdu (7.131-134, parmi d'autres). Selon Milton, Satan était le plus brillant parmi les légions des anges, plus brillant même que les étoiles autour de lui.
- Les textes et les œuvres d'art (les tympans des cathédrales par exemple) le représentent sous des traits différents : le serpent qui tente Ève, n'est pas nommé par le nom de satan dans les passages de la Genèse, le personnage hybride mi-homme, mi-bouc médiéval (hérité du Pan antique), le dragon (combattu par l'archange Michel selon l'Apocalypse de Jean), le Léviathan.
- Au Moyen Âge, on imaginait que Satan présidait le sabbat des sorcières.

## Islam
L'équivalent formel de Satan dans l'islam est Sheitan. Le terme vient probablement de l'hébreu, mais les lexicographes arabes tirent le mot de la racine arabe š-ṭ-n, signifiant "détourner quelqu'un de son intention originelle" ou "quelqu'un qui s'est écarté de (la voie de Dieu)". Les musulmans croient qu'il n'y a pas qu'un seul satan, mais de nombreux satans (شياطين / Šayāṭīn). Dans l'islam, les satans sont l'une des trois classes d'êtres spirituels. Les deux autres sont les anges et les djinns. Comme les anges, le Coran, contrairement au djinn, ne rapporte rien sur la création de satans, mais la tradition islamique déclare à plusieurs reprises que les satans sont créés soit à partir de la fumée, soit du feu de l'enfer. La figure d'Iblis est également liée aux satans. Celui-là est identifié à satan dans le conte coranique sur Adam au paradis et l'automne suivant. Selon le Coran, les satans chuchotent dans le cœur des hommes et des djinns. Ils les tentent dans le péché.
Il y a différentes opinions sur leur nature:
- Progéniture d'Iblis. Il les a engendrés après sa chute en pondant des œufs[35].
- Les djinns qui ont rejoint Iblis, se transforment en satans[36].
- D'autres anges, affectés par la révolte d'Iblis, qui sont tombés avec lui et sont devenus des satans[36].

## Christadelphes
Les christadelphes sont un groupe parmi les chrétiens qui énonce comme article de foi que Satan n'existe pas en tant qu'entité surnaturelle et spirituelle à part entière ; le mouvement religieux rejette l'idée d'anges déchus,.
La croyance en un ange déchu tentateur et responsable du mal qui est répandu sur la terre est, selon eux, le produit d'une influence païenne, perse notamment, et si cette croyance est tellement répandue, c'est du fait d'une tendance naturelle de la nature humaine à rejeter sa culpabilité sur autrui, tendance à l'œuvre dès le moment où le péché originel est perpétré (Genèse 3:12-13). Les christadelphes estiment que la tentation du Christ dans le désert est tout simplement l'allégorie d'une période de préparation, de même que les trois tentations qui se trouvent dans l'Évangile de Jean.

## Anthroposophie

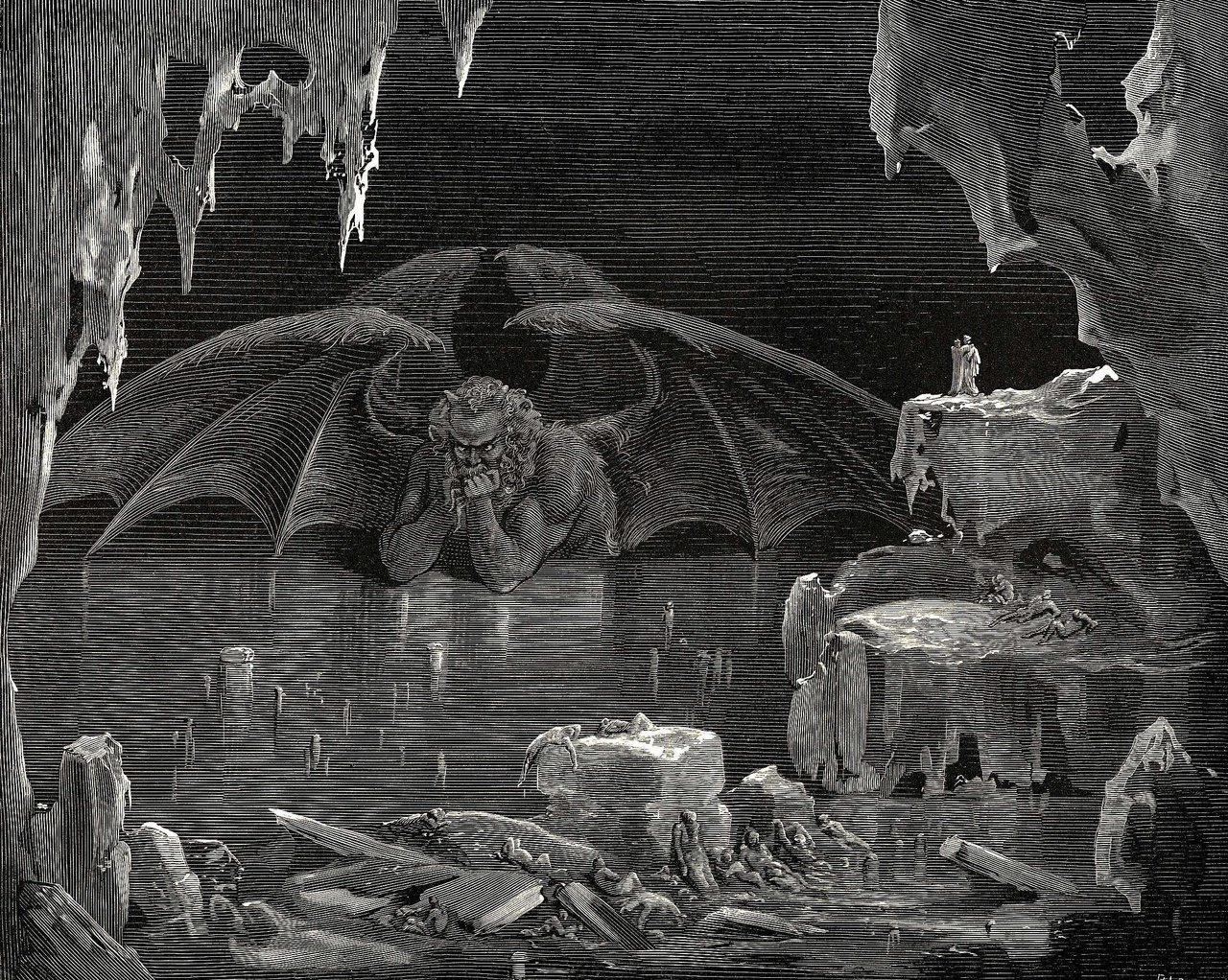
Numérisation basse résolution d'une gravure légendée par Gustave Doré illustrant le Chant XXXIV de la Divine Comédie, L'Enfer, de Dante Alighieri. Légende : Lucifer, roi des Enfers.

Selon l'anthroposophie il existe trois principes démoniaques qui s'opposent à l'évolution de l'humanité, mais qui la rendent aussi possible, Lucifer, Ahriman et Drakamire. Rudolf Steiner identifie Ahriman à Satan, lequel est bien distinct de Lucifer. Il est l'être qui fait de l'homme un être terrestre assujetti à la matière, alors que Lucifer et les forces lucifériennes tendent à l'en détacher. Drakamire serait une incarnation moderne de la fille de Satan. C'est aussi un être démoniaque capable de prendre forme humaine et de se fondre parmi les Hommes.[réf. nécessaire]

## Banques de données, dictionnaires et encyclopédies
- Ressource relative à la bande dessinée :   - Comic Vine
- Ressource relative à la musique :   - MusicBrainz
- Notices dans des dictionnaires ou encyclopédies généralistes :   - Britannica
  - Brockhaus
  - Den Store Danske Encyklopædi
  - Enciclopedia italiana
  - Enciclopedia De Agostini
  - Nationalencyklopedin
  - Treccani
  - Universalis